# ナ・ホンジン
ナ・ホンジン（朝: 나홍진、漢: 羅泓軫、1974年 - ）は、韓国の映画監督、脚本家。

## 経歴
幼少期は全羅南道谷城郡で過ごした。
漢陽大学校工芸学科に入学後、韓国芸術総合学校を卒業。2008年、『チェイサー』で長編映画監督デビューを果たす。

## フィルモグラフィ

### 監督・脚本

#### 短編映画
- 5 Minutes（2003年） ※兼製作
- 완벽한 도미요리（2005年）
- 汗（2007年）※兼編集

#### 長編映画
- チェイサー The Chaser (2008年）
- 哀しき獣 The Yellow Sea (2010年）
- 哭声 THE WAILING (2016年）

### 製作・原案

#### 長編映画
- 女神の継承　The Midium (2022年)

## 受賞歴
- 2008年 - 『チェイサー』
  - 第45回大鐘賞 - 最優秀作品賞、監督賞[3]
  - 第44回百想芸術大賞 - 大賞、新人監督賞（映画部門）
  - 大韓民国映画大賞 - 作品賞、監督賞、新人監督賞、脚本・脚色賞
  - 第9回釜山映画評論家協会賞 - 監督賞
  - 第17回釜日映画賞 - 最優秀監督賞、釜日読者審査団賞
  - 第16回椿事映画賞 - 新人監督賞、脚本賞
  - 第31回黄金撮影賞 - 新人監督賞
  - CINE21映画賞 - 今年の新人監督賞、今年のシナリオ賞
  - 第6回マックスムービー最高の映画賞 - 最高の作品賞、最高の監督賞
- 2010年 - 『哀しき獣』
  - 第44回シッチェス・カタロニア国際映画祭 - 最優秀監督賞（ファンタスティック・コンペティション部門）
  - 第15回富川国際ファンタスティック映画祭 - 長編監督賞
- 2016年 - 『哭声』
  - 第49回シッチェス・カタロニア国際映画祭：フォーカス・アジア賞
  - 第20回ファンタジア国際映画祭：ケベック映画批評家協会賞、アジア作品観客賞銅賞
  - 第37回青龍映画賞 - 監督賞
  - 第53回百想芸術大賞 - 作品賞（映画部門）
  - 第22回春史大賞映画祭 - 最優秀監督賞
  - 第16回ディレクターズ・カット・アワード - 今年の監督賞
  - 第3回韓国映画批評家協会賞 - 監督賞、10大映画賞
  - 第8回今年の映画賞 - 作品賞、監督賞
  - 第11回アジア・フィルム・アワード - 監督賞
  - 第20回富川国際ファンタスティック映画祭：観客賞、富川チョイス作品賞、ベスト・オヴ・富川